# Devlet Ier Giray
Devlet Ier Giray Takht algân (i.e. « le conquérant de la capitale » ; né vers 1505, mort le 25 juin 1577) est un khan de Crimée ayant régné de 1551 à 1577.

## Origine
Devlet Giray est le fils de Mubarek Giray et un petit-fils de Mengli Giray. Il est nommé qalgha par son oncle Saadet Ier Giray lorsque celui-ci devient khan au détriment des héritiers de Mehmed Ier Giray.
Quand en 1532, Saadet Ier Giray décide de se retirer à Constantinople, Devlet l'accompagne et devient un des familiers du sultan Soliman Ier. Il met à profit les difficultés de son oncle Sahib Ier avec la Sublime Porte pour obtenir de son protecteur le khanat de Crimée en 1551.

## Règne
Develt Ier Giray, devenu khan de Crimée, doit se débarrasser de son cousin Emîn Giray, le qalgha de son père Sahib Ier, avant que ce dernier ne soit mis à mort sur ordre des Ottomans. Son pouvoir étant assuré, il choisit dans un premier temps comme qalgha Bulukh Giray, l'ennemi de son oncle, avant de le faire exécuter et de le remplacer par son propre fils, Ahmed Giray.
Devlet Ier organise ensuite une grande expédition de pillage contre le khanat d'Astrakhan qu'il estime inféodé aux Russes. Sur le chemin du retour, son armée, chargée de butin, est attaquée par un chef nomade, Schernet Oglu. Le qalgha Ahmed et son frère puiné Hadji sont tués et Devlet Ier doit abandonner ses troupes et s'enfuir pour protéger la Crimée. Son troisième fils, Mehmed, sans attendre ses ordres, rassemble en hâte une troupe qui rejoint celle du khan et repousse l'agression. Devlet Ier Giray décide alors de nommer Mehmed comme qalgha.
La conquête par Ivan IV du  khanat de Kazan en 1551 puis du khanat d'Astrakhan en 1554 incite Develt Ier à entreprendre avec une armée de taille considérable à sa disposition des campagnes militaires pour recouvrer ces territoires tatars perdus par le monde musulman. Une première expédition en 1555 demeure sans effet, mais elle lui permet de tester la faiblesse de ses ennemis.
Au printemps 1571, le khan, à la tête de 100 000 hommes, lance une nouvelle attaque particulièrement dévastatrice. Les troupes moscovites commandées par le prince Ivan Dmitrievitch Belsky, composées de 30 000 cavaliers d'élite appuyés par 6 000 arquebusiers et des canons, qui s'étaient retranchées dans un camp fortifié, sont vaincues par le khan et ses fils le qalgha Mehmed et Adil en rase campagne ; la poudrière de la citadelle assiégée est incendiée et les survivants dont le commandant en chef périssent brûlés vifs. La campagne se termine le 24 mai 1571 par l'incendie de Moscou qui valut au khan son surnom de Takht algân  (i.e. le « conquérant de la capitale »), par le pillage en règle du pays pendant 18 jours et la capture de 100 000 captifs qui sont vendus comme esclaves sur le marché de Caffa. Ivan IV est obligé d'accepter des négociations humiliantes sur la restitution des deux khanats, mais il tergiverse pendant tout l'hiver, estimant que les négociateurs tatars ne sont pas d'un rang suffisant pour prendre les décisions nécessaires, sur sa proposition de nommer un des fils du khan comme gouverneur d'Astrakhan.
C'est dans ce contexte qu'au printemps 1572, Devlet Ier entreprend une seconde expédition contre Moscou à la tête de 120 000 hommes. Cette nouvelle invasion se termine entre le 26 juillet et le 8 août de la même année par la déroute des Tatars devant le prince Mikhail Ivanovitch Vorotynski lors de la bataille de Molodi sur les bords de la rivière Lopasnaj, entre l'Oka et Moscou.
En 1574 les troupes tatares ravagent encore la principauté de Moldavie lors de l'expédition qui met fin au règne du prince Ioan II Voda.
Les tentatives de Devlet Ier Giray contre la Russie ont finalement été infructueuses, mais il a réussi à imposer des tributs constitués de numéraire et de fourrures aux Russes et aux Ukrainiens vivant dans le sud du pays.
Devlet Ier Giray meurt de la peste à l'âge de 72 ans en 1577 après 27 ans et 4 mois de règne.

## Postérité
- Ahmed Giray, qalgha de son père ;
- Mehmed II Giray ;
- Islam II Giray ;
- Ghazi II Giray[1] ;
- Fetih Ier Giray[1], qalgha de Ghazi II ;
- Adil Giraï (ru) (mort vers 1578/1580), qalgha de son frère Mehmed II Giray ;
- Alp Giray, qalgha de ses frères Mehmed II Giray et Islam II Giray ;
- Mubarak, père de Janibeg Giray ;
- Selamet Ier Giray ;
- Mehmed III Giray, qalgha de son frère Selamet Ier ;
- Shahin Giray, nureddin de son frère Selamet Ier.